# 周土
周土（1488年—？），字厚卿，直隸蘇州府太倉州民籍，常熟縣人，明朝政治人物。

## 生平
正德十一年（1516年）丙子科應天鄉試第四十一名舉人，嘉靖二十年（1541年）辛丑科二甲第三十三名進士。官工部主事，二十四年三月考察以贪酷为民。

## 家族
曾祖周濟；祖父周棠；父周燁，封監察御史。母王氏（封孺人）。永感下。兄周塾（訓導）、周坤，知府、周墨（知府）。周在（參政）。